# جمعية كشافة الجبل الأسود
جمعية كشافة الجبل الأسود هي المنظمة الكشفية الوطنية في الجبل الأسود. تم عقد استفتاء على الاستقلال في جمهورية الجبل الأسود في 21 مايو 2006، وتم التصويت على مغادرة الوحدة مع صربيا بفارق ضئيل. أصبحت الجبل الأسود دولة ذات سيادة معترف بها 192 في العالم، والذي أدى ذلك إلى انقسام جمعية كشافة صربيا و جمعية كشافة الجبل الأسود، كما حدث مع تشيكوسلوفاكيا في عام 1993، وهذا يعني أن جمعية كشافة الجبل الأسود اضطرت إلى إعادة تطبيق للمنظمة العالمية للحركة الكشفية وعضوية كل من عام 2008.

## روابط خارجية
- جمعية كشافة الجبل الأسود (الجبل الأسود)